# ライオネル・ペンローズ
ライオネル・シャープルズ・ペンローズ（Lionel Sharples Penrose FRS、1898年6月11日 - 1972年5月12日）は、イギリスの精神医学者、医科遺伝学者、小児科学者、数学者であり、チェスの定跡研究家でもある。知的障害の遺伝学に関する先駆的な研究を行った。ロンドン大学ユニバーシティ・カレッジ・ロンドンにおいてゴルトン教授（1945年から1963年までは優生学教授、1963年から1965年まではヒト遺伝学教授）を務め、引退後は名誉教授となった。

## 若年期と教育
ロンドンで生まれた。コルウォールのダウンズ校、レディングのレイトン・パーク校、ケンブリッジ大学のセントジョンズ・カレッジで教育を受けた。1916年、良心的兵役拒否者として英国赤十字社で奉仕し、第一次世界大戦が終わるまでフランスで従軍した。その後、セントジョンズ・カレッジに戻り、ケンブリッジ使徒会の一員となった。ケンブリッジ大学でモラル・サイエンスの第一級学位を取得した後、ウィーンに1年間留学し、ウィーン大学で心理学を学んだ。聖トマス病院で1928年にコンジョイント（基本的な医療資格）を取得し、1930年に医学博士の資格を取得した。

## キャリア
ペンローズは統合失調症の研究に取り組み、現在でも使用されている非言語的な知能テストを設計し、1930年代にフェニルケトン尿症の症状について最も早く研究した一人である。
ペンローズの「コルチェスター調査」は、1938年にイギリス医学研究審議会(MRC)と共同でMRC special report: No.229, Clinical and genetic study of 1,280 cases of mental defect（MRC特別報告書: 第229号、1,280例の精神障害の臨床・遺伝学的研究）として報告された。これは、精神遅滞（当時は精神障害と呼ばれていた）の遺伝学を研究しようとする最初の本格的な試みであった。彼は、重度の精神遅滞患者の親族は通常は障害を受けないが、中には元の患者と同じような重症度で障害を受けている患者もいることを発見し、軽度の精神遅滞患者の親族はほとんどが軽度または境界性の障害を持つ傾向があることを示した。ペンローズは、精神遅滞の遺伝的および染色体的原因の多くを特定した。この研究は、The Biology of Mental Defect（精神障害の生物学、1949年）という本としてまとめられた。
ペンローズは、第二次世界大戦後のイギリスの医科遺伝学の中心人物だった。1945年から1965年まで、ロンドン大学ユニバーシティ・カレッジ・ロンドンのゴルトン研究所でゴルトン教授を務めた。最初の肩書は"Professor of Eugenics"（優生学教授）だったが、1963年に"Professor of Human Heredity"（ヒト遺伝学教授）に変更された。後任のハリー・ハリスによると、ペンローズは優生学という名前は、民族浄化という無知で危険な政策と深く関連しているように見えるとして好まなかったという。ハリスはまた、この肩書の変更が長い間行われなかったのは、フランシス・ゴルトンからの寄付に関連した「法的問題」によるものであるとし、その間、ペンローズが自分の肩書の「優生学」という言葉を無視していたと説明している。
ペンローズの法則は、「刑務所と精神病院の収容人数は反比例関係にある」というものであるが、これは一般的には単純化しすぎと見られている。
ペンローズは、キリスト友会（クエーカー）のメンバーであり、1950年代の戦争防止医師会の中心人物だった。
ペンローズは、国際会議の議席を各国の人口の平方根に基づいて割り当てるペンローズ方式を開発した。この投票方式は、ペンローズ＝バンザフ指数で測定される任意の有権者の投票力が、投票体の大きさに応じて、その平方根分の1に比例して減少することに基づいている。ペンローズの平方根の法則も参照。
ペンローズは特に生物学の様々な側面、例えば指紋、人口統計学、細胞遺伝学などに興味を持っていたが、これは精神障害、特にダウン症の問題を研究した結果である。

## 受賞歴
ペンローズは、1960年のアルバート・ラスカー基礎医学研究賞をはじめとする、多くの賞を受賞している。ラスカー賞の受賞時の紹介は次のようになっている。
ペンローズ教授とその同僚は、既知の遺伝性疾患のほとんどの遺伝子解析、数学的遺伝学、生化学的遺伝学への貢献、人間の遺伝子連結の研究、電離放射線の突然変異誘発効果に関する理論的研究など、人間の遺伝学のあらゆる側面に触れる研究を長年に渡って行ってきた。最近では、先天的な欠陥、特にモンゴリスム（ダウン症候群）に関連したヒト染色体の異常に注目している。
 1950年にはウェルドン記念賞を受賞。
1963年には精神遅滞の原因解明への貢献が認められてジョセフ・P・ケネディ・ジュニア財団賞を受賞した。

## 私生活
生理学者ジョン・ベレスフォード・リーズスの娘のマーガレット・リーズス(Margaret Leathes)と1928年に結婚し、以下の三男一女をもうけた。
- オリバー・ペンローズ（1929年 - ） - 物理学者。
- ロジャー・ペンローズ（1931年 - ） - 数理物理学者、数学者。父とともにペンローズの三角形に関する論文を発表した。2020年のノーベル物理学賞受賞者。
- ジョナサン・ペンローズ（英語版）（1933年 - ） - チェス・プレイヤー、心理学者。
- シャーリー・ホジソン（1945年 - ） - 医師、遺伝学者。

ライオネル・ペンローズは1972年5月12日にロンドンにおいて73歳で死去した。その後マーガレットは、ペンローズの友人で数学者のマックス・ニューマンと再婚し、1989年に死去した。
父はアイルランド生まれのJ・ドイル・ペンローズ、母はエリザベス・ジョセフィン・ペンローズ（Elisabeth Josephine Penrose、旧姓ペックオーバー(Peckover)）、弟はローランド・ペンローズで、いずれも芸術家である。